# Notholmen (Vaxholm)
Notholmen ist eine zu Schweden gehörende Insel im Stockholmer Schärengarten.
Die Insel gehört zur Gemeinde Vaxholm. Notholmen liegt südlich der Inseln Vasholmen und Tynningö. Östlich liegen Stora und Lilla Getfoten, westlich Tobaksgrundet. Südlich der Insel verläuft die Schiffsroute von der Ostsee nach Stockholm.
Notholmen erstreckt sich von West nach Ost über etwa 230 Metern bei einer Breite von bis zu etwa 100 Metern. Die mit mehreren Gebäuden bebaute Insel ist in ihrem östlichen Teil bewaldet. Auf der Nordseite besteht eine kleine Hafenanlage.